# Бруни, Умберто
Умберто Бруни (24 ноября 1914 — 1 февраля 2021) был канадским художником и живописцем. Он был директором Международной академии изящных искусств Квебека.

## Биография
Бруни родился в Монреале в Итальянской семье. Он научился украшать фрески и витражи в возрасте 13 лет после обучения Гвидо Нинчери . Он учился в Школе изящных искусств в Монреале с 1930 по 1938 год. Он также был учителем в fr в Аутремонте с 1939 по 1969 год. В 1972 году он стал куратором галереи Университета Квебека в Монреале . Во время реставрации картины в Национальном собрании Квебека в 1975 году картина Филиппа-Оноре Роя была обнаружена пропавшей без вести, поэтому Бруни было поручено ее воссоздание, которое будет завершено в 1980 году с использованием фотографий. Он был известен проектированием многих католических зданий в Квебеке и созданием бюста Андре Бессетта . Он также рисовал портреты для многих организаций и специализируется на картинах маслом . Он провел персональные выставки в Maison des Arts de Laval и Центре Леонардо да Винчи. Он был известным человеком, присутствовавшим на открытии правительственного учреждения Академия Кербес в 1961 году. Он был членом Международного института консервации и Королевской канадской академии художеств .
Умберто Бруни умер в Лавале 1 февраля 2021 года в возрасте 106 лет.

## Коллекции
Работы Умберто Брунио находятся в следующих коллекциях:
- Национальное собрание Квебека[11]
- Университет Монреаля[12]
- Семинар де Квебек[13]
- Ораторий Святого Иосифа
- Музей госпитальеров в отеле Dieu de Montréal
- Региональный музей Водрей-Суланж